# Прислоп (Сибињ)
Прислоп (рум. Prislop) насеље је у Румунији у округу Сибињ у општини Рашинари. Oпштина се налази на надморској висини од 682 m.

## Историја
Прислоп је заселак Рашинара, у којем је у 19. века радила румунска основна школа.

## Становништво
Према подацима из 2002. године у насељу је живело 243 становника.

### Попис2002.
| Расподела становништва по националности 2002.‍ | Расподела становништва по националности 2002.‍ | Расподела становништва по националности 2002.‍ | Расподела становништва по националности 2002.‍ | Расподела становништва по националности 2002.‍ |
| --------------------------------------------- | --------------------------------------------- | --------------------------------------------- | --------------------------------------------- | --------------------------------------------- |
|                                               |                                               |                                               |                                               |                                               |
| Роми                                          | Роми                                          |                                               | 241                                           | 100,0%                                        |